# Mydaea pansa
Mydaea pansa är en tvåvingeart som först beskrevs av Giglio-tos 1893.  Mydaea pansa ingår i släktet Mydaea och familjen husflugor. Inga underarter finns listade i Catalogue of Life.